# پروژه الکساندرا
«پروژه الکساندرا» (انگلیسی: Alexandra's Project) یک فیلم به کارگردانی رالف ده هیر است که در سال ۲۰۰۳ منتشر شد.

## خلاصه داستان
داستان در مورد پدر یک خانواده است که پس از مدتی کار کردن به خانه بازمی‌گردد، اما چیزی که می‌بیند یک خانه متروکه است و یک نوار ویدئویی که در انتظار پخش است…